# Lubomierz (gmina)
Pour les articles homonymes, voir Lubomierz (homonymie).
Lubomierz est une gmina mixte du powiat de Lwówek Śląski, Basse-Silésie, dans le sud-ouest de la Pologne. Son siège est la ville de Lubomierz, qui se situe environ 13 km au sud-ouest de Lwówek Śląski, et 108 km à l'ouest de la capitale régionale Wrocław.
La gmina couvre une superficie de 130,39 km2 pour une population de 5 933 habitants.

## Géographie
La gmina est bordée par les gminy de Grzegorzew, Izbica Kujawska, Kłodawa, Koło, Osiek Mały, Przedecz, Sompolno, Topólka et Wierzbinek.